# Jean-Charles (prénom)
Jean-Charles est un prénom masculin, fêté le 20 septembre. 

## Personnes portant ce prénom
- Pour l'ensemble des articles sur les personnes portant ce prénom, consulter :
  - la liste des articles dont le titre commence par ce prénom
  - les listes produites par Wikidata : Liste des personnes de prénom « Jean-Charles » — même liste en incluant les éventuels prénoms composés qui contiennent « Jean-Charles ».

Ce prénom est notamment porté par :
- Jean-Charles Ier, roi d'Espagne
- Jean-Charles de Castelbajac, créateur de mode français
- Jean-Charles Tacchella, réalisateur français

## Saints chrétiens
- Jean-Charles Cornay (° 27 février 1809, † 20 septembre 1837), missionnaire et martyr chrétien.